# Ужченко, Виктор Дмитриевич
Виктор Дмитриевич Ужченко (14 мая 1935, с. Подлозиевка Ахтырского района Сумской области — 7 февраля 2010, Луганск) — украинский лингвист, профессор, доктор филологических наук, заведующий кафедрой Луганского национального университета имени Тараса Шевченко, основатель Луганской фразеологической научной школы.

## Биография
Родился в селе Подлозиевка Ахтырского района Сумской области. В 1959 году вступил, а в 1964 закончил обучение на филологическом факультете Харьковского университета. Работал учителем украинского языка и литературы в Миусинске на Луганщине. Учился заочно в аспирантуре Харьковского университета. С 1967 по 1968 год работал ассистентом кафедры украинского языка Харьковского университета. В 1973 году защитил кандидатскую диссертацию.
Начиная с 1977 года жил и работал в Луганске. Занимал должность преподавателя, доцента, профессора, заведующего кафедрой филологических дисциплин и методики их преподавания в начальной школе.
В 1994 году защитил докторскую диссертацию «Историко — лингвистический аспект формирования украинской фразеологии».
С 1998 по 2007 год — заведующий кафедрой украинского языка на факультете украинской филологии. Входил в научный совет и научную комиссию университета. Исполнял обязанности заместителя главного редактора научного издания университета «Вестник Луганского национального педагогического университета им. Тараса Шевченко».
Основал в 2003 году и руководил изданием журнала «Лингвистика». Подготовил четырех кандидатов наук.

## Научные работы
- Народження і життя фразеологізму / В. Д. Ужченко. — К. : Рад. шк., 1988. — 278 с.
- Українська фразеологія : навч. посіб. для філол. фак. ун-тів / В. Д. Ужченко, Л. Г. Авксентьев. — Х. : Основа, 1990.- 167 с.
- Вивчення фразеології в середній школі : посіб. для вчителя / В. Д. Ужченко. — К. : Рад. шк., 1990.- 175 с.
- Фразеологічний словник східнослобожанських і степових говірок Донбасу / В. Д. Ужченко. — Луганськ, 1997. — 143 с.; 5-те вид., перероб і доп.- 2005.- 348 с.
- Фразеологічний словник української мови : близько 2500 виразів / В. Д. Ужченко, Д. В. Ужченко. — К. : Освіта, 1998. — 224 с.
- Образи рідної мови / В. Д. Ужченко. — Луганськ : Знання, 1999. — 216 с.
- Східноукраїнська фразеологія / В. Д. Ужченко.- Луганськ: Альма-матер, 2003.- 362 с.
- Фразеологія сучасної української мови : посіб. для студ. філол. фак. вищ. навч. закл. / В. Д. Ужченко, Д. В. Ужченко. — Луганськ : Альма-матер, 2005. — 400 с.
- Актуальні питання розвитку української мови. Вступ. Лексикологія. Фразеологія : посіб. для магістрантів / В. Д. Ужченко. — Луганськ : Альма-матер, 2005. — 148 с.
- Сучасна українська мова : зб. вправ і завдань : для студ. вищ. навч. закл. I—II рівнів акредитації / В. Д. Ужченко, Т. Г. Ужченко, Т. С. Маркотенко.- К. : Вища шк., 2006.- 286 с.
- Фразеологія сучасної української мови : навч. посіб. / В. Д. Ужченко, Д. В. Ужченко. — К. : Знання, 2007 .- 494 с.

## Награды
- заслуженный деятель науки и техники Украины (1998)
- орден Петра Могилы
- почетный профессор ЛДПУ

## Память
С 10 января до 28 февраля 2013 года в Луганском университете им. Т. Шевченко проводился конкурс работ молодых учёных имени В. Д. Ужченко.